# Кэтер, Генри
Генри Кэтер (англ. Henry Kater); 1777—1835) — английский метролог и астроном.

## Биография
С 1794 был на военной службе в Индии, где занимался геодезическими работами. Слабое здоровье заставило его вернуться и в 1808, в чине лейтенанта, Кэтер поступил в Королевскую военную академию в Сандхёрсте, но уже в 1814, в чине капитана, вышел в отставку и полностью посвятил себя науке.
Первые работы Кэтера относились к сравнению силы света различных телескопов (1813—1814), к определению длины секундного маятника в Лондоне, а затем и в других местах Англии (1818—1819). Для этих определений Кэтер пользовался придуманным им и применяемым после него долгое время оборотным маятником, в котором остроумно воспользовался свойством обратимости точки опоры и центра качаний.
В 1821—1831 гг. Кэтер опубликовал целый ряд статей о британских мерах длины и массы. В 1832 дал чрезвычайно важное для России того времени сравнение английского ярда с метром, из которого прямо следовало отношение русского фута (1/3 ярда) к метру. Полученное Кэтером отношение (1 фут = 0,304794494 метра), неоднократно поверенное впоследствии, было узаконено в России и ещё в начале XX века служило основанием метрологических вычислений для России. За эти заслуги Кэтер правительством России был награждён орденом Святой Анны в 1814.
Последующие работы Кэтера касались практической и наблюдательной астрономии, устройства компасов, методов определения долгот по лунным затмениям и т. д. Работы Кэтера были напечатаны в «Philosophical Transaclions of the Royal Society».

## Награды и признание
В 1814 избран членом Лондонского королевского общества, в 1826 — иностранным членом Шведской Королевской академии наук.
В число наград входят:
- Медаль Копли (1817)
- Бейкеровская лекция (1820)
- Золотой медалью Королевского астрономического общества (1831).